# Куинн, Кристин
Кристин Каллахан Куинн (англ. Christine Callaghan Quinn; род. 25 июля 1966, Глен-Ков, штат Нью-Йорк, США) — спикер городского совета Нью-Йорка. Куинн — первая женщина и первая открытая лесбиянка в истории города, избранная на этот пост.
Кристин Куинн получила образование в Тринити-колледж (Коннектикут) в Хартфорде (штат Коннектикут), после чего работала в общественной организации, занимавшейся вопросами жилищного хозяйства. Начала свою политическую карьеру в 1991 году, возглавив предвыборный штаб кандидата в члены городского совета Томаса Дюэйна. После избрания Дюэйна в горсовет в течение пяти лет руководила штатом сотрудников его офиса, затем возглавила общественную организацию по борьбе с насилием против геев и лесбиянок. Тогдашний мэр Нью-Йорка Рудольф Джулиани назначил её членом комиссии по укреплению связей между полицией и общественностью.
После избрания Томаса Дюэйна в сенат легислатуры штата Нью-Йорк в 1999 году Кристин Куинн была избрана членом городского совета города, заняв его прежнее место. Семь лет спустя, в январе 2006 года Кристин Куинн была избрана спикером городского совета. Кристин Куинн и тогда еще общественный адвокат Нью-Йорка Билл де Блазио считались одними из наиболее вероятных кандидатов Демократической партии на пост мэра Нью-Йорка в 2013 году, когда истек третий срок тогдашнего мэра Майкла Блумберга.